# شیمی کوانتومی نسبیتی
شیمی کوانتومی نسبیتی زیرشاخه‌ای از شیمی و فیزیک است که با اِعمال روش‌های نسبیتی به شیمی کوانتومی سعی در توضیح مشخصات و ساختار عناصر شیمیایی به خصوص عناصر سنگین‌تر با عدد اتمی بالاتر در جدول تناوبی دارد.
اثرات نسبیتی در مدل‌های کوانتومی اتم‌ها به صورت  عامل‌های اختلالی یا اصلاحات جزئی روی پاسخ‌های غیرنسبیتی معادله شرودینگر وارد می‌شوند. اثرات نسبیتی در اتم‌های سنگین‌تر شدیدتر هستند، زیرا به دلیل نیروی جاذبهٔ شدیدتر بین الکترون‌ها و هسته در این اتم‌ها، سرعت حرکت الکترون‌ها بسیار زیاد و قابل مقایسه با سرعت نور است.

## توضیح کیفی
یکی از آشناترین نتایج نسبیت خاص، وابستگی جرم نسبیتی به سرعت آن‌ها برای ذرات (مثلاً الکترون‌ها) است:
{\displaystyle m_{rel}={\frac {m_{e}}{\sqrt {1-(v_{e}/c)^{2}}}}}
که در آن، {\displaystyle \displaystyle m_{e},v_{e},c} به ترتیب جرم سکون الکترون، سرعت الکترون و سرعت نور هستند. می‌دانیم که شعاع بور {\displaystyle \displaystyle a_{0}} که کمیتی مهم در توصیف رفتار اتم‌ها (به خصوص اتم‌های هیدروژن‌گونه) است، وابسته به جرم الکترون است:
{\displaystyle a_{0}={\frac {\hbar }{m_{e}c\alpha }}}
که در آن  {\displaystyle \hbar } ثابت پلانک کاهش‌یافته و α ثابت ساختار ریز است.
می‌توان به‌طور تقریبی نشان داد که برای یک اتم با عدد اتمی Z، سرعت حرکت یک الکترون در اربیتال 1s برابر با v ≈ Zc/137 است. برای اتم طلا Z=۷۹ و بنابراین سرعت الکترون‌های 1s برابر ۵۸٪ سرعت نور و بسیار قابل توجه است. قرار دادن این سرعت در رابطهٔ بالا برای جرم نسبیتی، mrel = 1.22me را به دست می‌دهد. به‌طور کیفی، این مسئله عامل اثرات نسبیتی مشاهده‌شده در اتم‌ها است.

## نتایج
برخی از نتایج مهم در شیمی کوانتومی نسبیتی در اینجا آورده شده‌اند.

### رنگ زرد اتم طلا

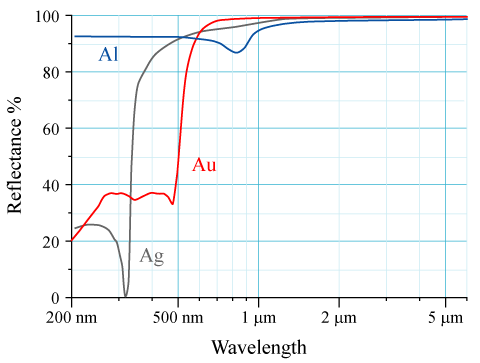
ضریب بازتاب آینه‌های ساخته‌شده از آلومینیوم (Al)، نقره (Ag) و طلا (Au)

رنگ پیش‌بینی شده توسط مدل کوانتومی (غیرنسبیتی) برای طلا سفید و همانند نقره است، اما وارد کردن اثرات اختلالی نسبیتی می‌تواند رنگ زرد خاص فلز طلا بر خلاف رنگ سفید یا نقره‌ای بیشتر فلزات دیگر را توجیه کند. همان‌طور که در شکل دیده می‌شود، طیف نور بازتاب‌شده از فلزاتی نظیر نقره (Ag) یا آلومینیوم (Al) در بازهٔ طول موج نور مرئی (۴۰۰ تا ۸۰۰ نانومتر) ثابت بوده و این فلزات همهٔ رنگ‌ها را با شدت یکسان بازتاب می‌کنند و بنابراین سفید دیده می‌شوند. اما طلا، نور آبی (طول موج‌های حدود ۴۰۰ نانومتر) را بیشتر از بقیه رنگ‌ها جذب کرده و در نتیجه زرد رنگ دیده می‌شود.

گذار اتمی متناظر به این جذب، گذار 5d-6s است. در اتم‌های نقره (Z=۴۷) و آلومینیوم (Z=۱۳) اثرات نسبیتی وجود دارند اما آن‌قدر قوی نیستند تا با افزایش فاصلهٔ انرژی دو اربیتال 6s و 5d، این گذار را به طول موج‌ها مرئی منتقل کنند. اما در طلا (Z=۷۹)، این گذار در حوالی نور آبی اتفاق افتاده و رنگ ویژهٔ زرد رنگ طلا را ایجاد می‌کند.

### برخی موارد دیگر
- ساختار بلوری سرب که به‌جای الماس‌گونه بودن، FCC است.
- شباهت قابل توجه زیرکونیم به هافنیم
- شعاع اتمی کوچک فرانسیم و رادیم[۴]

## برای مطالعهٔ بیشتر
- P. A. Christiansen; W. C. Ermler; K. S. Pitzer. Relativistic Effects in Chemical Systems. Annual Review of Physical Chemistry 1985, 36, 407–432. doi:10.1146/annurev.pc.36.100185.002203